# Club Deportivo Revilla
El Club Deportivo Revilla conocido comúnmente como Revilla es un equipo de fútbol español localizado en la población de Revilla, municipio de Camargo (Cantabria) y fue creado en 1974. Milita en el grupo III de la Tercera Federación de España. Disputa los partidos como local en el campo de fútbol de Revilla, con una capacidad aproximada de 600 espectadores. Ha competido trece temporadas en Tercera División, la máxima categoría que ha alcanzado. 

## Historia
En la primavera de 1974 se comenzó a gestionar la necesidad de tener un equipo de futbol en el pueblo de Revilla. Después de diversas reuniones, se formalizó una directiva gestora con fecha de 20 de julio de 1974 presidida por Luis Fernández hasta finales de ese año. Fue sustituido por Enrique Herbosa que fue presidente con una nueva directiva hasta el 30 de junio de 1979, pues se había acordado hacer votación de presidente cada cierto tiempo. 
De 1974 a 2020 se denominó: Sociedad Deportiva Revilla.
El Velarde C. F., la U. M. Escobedo y en menor medida la Cultural Dptva. de Guarnizo son los rivales más cercanos. Los dos primeros pertenecientes al mismo municipio.
En la temporada 1994-95, el club ascendió a Tercera División por primera vez en su historia. Su mejor clasificación histórica hasta el momento es el séptimo puesto conseguido en la campaña 2014-15, que le permitió clasificarse para la fase autonómica de Cantabria de la Copa RFEF
En la temporada 2018-19, después de haber logrado mantener la categoría, desciende por arrastre a Regional Preferente, debido al descenso a Tercera División de la Gimnástica de Torrelavega desde Segunda B.

## Estadio
El campo municipal de Revilla o de El Crucero es su terreno de juego, con una capacidad aproximada de 600 personas y unas dimensiones de 105 x 65 m. Está situado en el barrio de El Crucero en Revilla y tiene una superficie de hierba artificial. Cuenta con una grada cubierta, situada en uno de los laterales del terreno de juego, que ocupa menos de la mitad de la longitud del mismo.
El equipo comenzó jugando en campos de la Federación (Escobedo, Adárzo, San Justo) lo que suponía un coste para el club. Esto hizo que la directiva asumiese como necesidad primordial el disponer de un campo de juego en el pueblo. En 1975, se empezó a buscar zonas para posibles terrenos de juego, hasta que se logró que cediesen una marisma donde hoy está el campo de fútbol. Dicha marisma era cruzada por el río Collado y un riachuelo. Se tuvo que desviar los ríos y una línea alta tensión, rellenar detrás la marisma, etc, hasta que se logró tener en condiciones el espacio para el campo de fútbol. Fue inaugurado el dos de octubre de 1977.

## Uniforme
- Uniforme titular: camiseta azul con una franja horizontal roja en el pecho; pantalón azul con laterales en rojo y medias azules con franja superior en azul marino.
- Uniforme alternativo: camiseta y pantalón en rojo con detalles azules; medias con la mitad superior azul y la inferior roja.

## Trayectoria en competiciones nacionales
- Temporadas en Primera División: 0
- Temporadas en Segunda División: 0
- Temporadas en Primera Federación: 0
- Temporadas en Segunda Federación: 0
- Temporadas en Tercera: 15
- Participaciones en Copa del Rey: 0

## Trayectoria
| Temporada | Nivel | Categoría           | Puesto        | Copa del Rey |
| --------- | ----- | ------------------- | ------------- | ------------ |
| 1974-75   | 6     | 2.ª Regional        | 9.º           |              |
| 1975-76   | 6     | 2.ª Regional        | 5.º           |              |
| 1976–77   | 5     | 1.ª Regional        | 16.º          |              |
| 1977–78   | 6     | 1.ª Regional        | 14.º          |              |
| 1978–79   | 6     | 1.ª Regional        | 20.º          |              |
| 1979-80   | 7     | 2.ª Regional        | 6.º           |              |
| 1980–81   | 6     | 1.ª Regional        | 5.º           |              |
| 1981–82   | 6     | 1.ª Regional        | 17.º          |              |
| 1982–83   | 6     | 1.ª Regional        | 4.º           |              |
| 1983-84   | 5     | Regional Preferente | 20.º          |              |
| 1984–85   | 6     | 1.ª Regional        | 12.º          |              |
| 1985–86   | 6     | 1.ª Regional        | 6.º (Grupo 1) |              |
| 1986-87   | 5     | Regional Preferente | 10.º          |              |
| 1987-88   | 5     | Regional Preferente | 17.º          |              |
| 1988-89   | 5     | Regional Preferente | 16.º          |              |
| 1989-90   | 5     | Regional Preferente | 10.º          |              |
| 1990-91   | 5     | Regional Preferente | 17.º          |              |
| 1991-92   | 5     | Regional Preferente | 11.º          |              |
| 1992-93   | 5     | Regional Preferente | 5.º           |              |
| 1993-94   | 5     | Regional Preferente | 8.º           |              |
| 1994-95   | 5     | Regional Preferente | 2.º           |              |
| 1995-96   | 4     | 3.ª División        | 15.º          |              |
| 1996-97   | 4     | 3.ª División        | 13.º          |              |
| 1997-98   | 4     | 3.ª División        | 16.º          |              |
| 1998-99   | 4     | 3.ª División        | 10.º          |              |
| 1999-2000 | 4     | 3.ª División        | 12.º          |              |

| Temporada | Nivel | Categoría           | Puesto | Copa del Rey |
| --------- | ----- | ------------------- | ------ | ------------ |
| 2000-01   | 4     | 3.ª División        | 18.º   |              |
| 2001-02   | 5     | Regional Preferente | 1.º    |              |
| 2002-03   | 4     | 3.ª División        | 19.º   |              |
| 2003-04   | 5     | Regional Preferente | 4.º    |              |
| 2004-05   | 5     | Regional Preferente | 2.º    |              |
| 2005-06   | 4     | 3.ª División        | 19.º   |              |
| 2006-07   | 5     | Regional Preferente | 5.º    |              |
| 2007-08   | 5     | Regional Preferente | 14.º   |              |
| 2008-09   | 5     | Regional Preferente | 7.º    |              |
| 2009-10   | 5     | Regional Preferente | 11.º   |              |
| 2010-11   | 5     | Regional Preferente | 13.º   |              |
| 2011-12   | 5     | Regional Preferente | 10.º   |              |
| 2012-13   | 5     | Regional Preferente | 7.º    |              |
| 2013-14   | 5     | Regional Preferente | 1.º    |              |
| 2014-15   | 4     | 3.ª División        | 7.º    |              |
| 2015-16   | 4     | 3.ª División        | 14.º   |              |
| 2016-17   | 4     | 3.ª División        | 18.º   |              |
| 2017-18   | 5     | Regional Preferente | 1.º    |              |
| 2018-19   | 4     | 3.ª División        | 17.º   |              |
| 2019-20   | 5     | Regional Preferente | 1.º    |              |
| 2020-21   | 4     | 3.ª División        | 8.º    |              |
| 2021-22   | 6     | Regional Preferente | 2.º    |              |
| 2022-23   | 5     | 3.ª Federación      | 10.º   |              |
| 2023-24   | 5     | 3.ª Federación      | 10.º   |              |
| 2024-25   | 5     | 3.ª Federación      |        |              |

## Fútbol femenino
El C. D. Revilla tiene un equipo de fútbol femenino sénior, desde 2019, que disputa en la temporada 2023-24 la Regional Preferente Femenina de Cantabria.

## Filial
El C. D. Revilla cuenta con un equipo filial, el Club Deportivo Revilla "B", actualmente en la Regional Preferente, tras lograr el ascenso en la temporada 2023-24.

## Cantera
El club dispone de varios equipos de fútbol base en todas las categorías de formación, desde prebenjamines a juveniles. El principal exponente es el primer juvenil, que ha llegado a militar en la División de Honor Juvenil en la campaña 2023-24.

## Palmarés

### Torneos autonómicos
- Regional Preferente (4): 2001–02, 2013–14, 2017-18 y 2019-20.
- Subcampeón de Regional Preferente (3): 1994-95, 2004-05 y 2021-22.

## Jugadores notables
- Iván Helguera

## Presidentes
| Período   | Presidente                |
| --------- | ------------------------- |
| 1974      | Luís Fernández            |
| 1974-1979 | Enrique Herbosa           |
| 1979-??   | ValerianoTeja             |
|           | Francisco Gutiérrez       |
|           | Santiago Pereda           |
| ??-2017   | Abel Ayllón               |
| 2017-2021 | Jesús Miguel López Camino |
| 2021-     | Juan José Hernández Ruiz  |